# Affaire des comptes de l'OM
L'affaire des comptes de l'OM est une affaire financière d'abord jugée en 2006, impliquant le club de football de l'Olympique de Marseille, pour des malversations survenues au sein du club à l'occasion d'une quinzaine de transferts entre 1997 et 1999.
Au total, quatorze personnes ont été jugées : Robert Louis-Dreyfus, actionnaire majoritaire de l'OM, Rolland Courbis, entraîneur, et douze autres prévenus essentiellement des agents de joueurs.

## Procédure

### Premier procès
L'instruction, menée par le juge Frank Landou et ayant duré plus de six ans, aboutit à un procès où comparaissent quatorze prévenus soupçonnés d'avoir détourné 22 millions d'euros des caisses de l'Olympique de Marseille à l'occasion de quinze transferts de joueurs entre 1997 et 1999. Les diverses révélations des trois semaines d'audience montrent la mauvaise gestion du club, le magistrat Vincent Turbeaux se demandant même « s’il ne faudrait pas mettre en place une direction administrative et financière à l’OM ». En effet, durant le procès sont révélés des versements de commissions occultes, des millions d'euros versés dans des paradis fiscaux à de présumés agents de joueurs ou à des « honoraires saoudiens pour des activités homéopathiques », des factures payées sans prestation, des majorations du montant des transferts des joueurs. 44,8 millions d'euros ont été perdus par le club à travers ces agissements.
Après deux mois et demi de délibéré, le jugement est rendu : treize inculpés sont condamnés et Marcel Dib, qui était le directeur général du club à l'époque, est relaxé.
Robert Louis-Dreyfus est condamné pour « faux et usage de faux » à trois ans de prison avec sursis et à 375 000 euros d'amende.
Rolland Courbis entraîneur, est condamné par le tribunal correctionnel de Marseille à trois ans et demi de prison ferme (dont un et demi pour révocation partielle du sursis pour des condamnations précédentes), 375 000 euros d'amende et cinq ans d'interdiction d'exercer une activité dans le milieu du football pour « abus de biens sociaux, complicité d'abus de biens sociaux, faux et usage de faux et complicité de faux ». 
Deux agents sont condamnés à de la prison ferme, en raison de précédentes condamnations.
Jean-Michel Roussier et Yves Marchand, ex-présidents du club, ainsi qu'un autre agent ne font pas appel contrairement aux dix autres condamnés.

### Procès en appel
Le 17 octobre 2007, la cour d'appel d'Aix-en-Provence allège les condamnations fixées par le tribunal correctionnel de Marseille.
Rolland Courbis voit sa peine de prison ferme réduite à deux ans et l'amende n'est plus que de 200 000 euros. De plus, l'interdiction d'exercer une activité liée au football est supprimée. Robert Louis-Dreyfus écope de dix mois avec sursis et 200 000 euros d'amende. Trois des dix prévenus qui avaient fait appel écopent de prison ferme tandis qu'un agent voit sa peine de prison ferme alourdie.
Néanmoins, Robert Louis-Dreyfus et Rolland Courbis intentent un pourvoi en cassation.

### Pourvoi en cassation
Le 22 octobre 2008, la Cour de cassation rejette les pourvois en cassation de Robert Louis-Dreyfus et Rolland Courbis, confirmant ainsi leurs condamnations en appel.
Rolland Courbis est interpellé le 20 septembre 2009 à la sortie du Stade Vélodrome après avoir assisté à un match de Ligue 1 entre l'Olympique de Marseille et le Montpellier HSC. Il est ensuite écroué aux Baumettes.